# Flaga miasta Québec
Flaga miasta Québec – oficjalnie przyjęta 12 stycznia 1987.
Flaga przedstawia złoty statek na niebieskim tle otoczonym przez biało-niebieski szlaczek reprezentujący mury miejskie (Québec jest jedynym miastem w Ameryce Północnej otoczonym przez mury obronne).
Przedstawiony statek to okręt Samuela de Champlaina, Don de Dieu.